# کالودرا (پروکوپیه)
کالودرا (به صربی: Kaludra) یک منطقهٔ مسکونی در صربستان است که در پروکوپلیه واقع شده‌است. کالودرا ۱۰۳ نفر جمعیت دارد.